# Riesengoldmulle
Die Riesengoldmulle (Chrysospalax) sind eine Säugetiergattung aus der Familie der Goldmulle (Chrysochloridae). Die Gattung umfasst zwei Arten, die die größten Vertreter der Familie stellen. Die Tiere leben im südlichen und im östlichen Südafrika, wo sie Waldlandschaften der Berg- und Küstengebiete und offene Grasländer bewohnen. Sie sind an weiche, teils sandige Böden gebunden. Entsprechend den anderen Goldmullen besitzen auch die Riesengoldmulle einen spindelförmig gestalteten Körper, dem äußerlich sichtbare Ohren und ein Schwanz fehlen. Die Vorderfüße verfügen über kräftige Grabklauen, die aber verhältnismäßig schlank erscheinen. Das Fell der Tiere ist rau. Die Riesengoldmulle sind aufgrund dieser Körpermerkmale an eine unterirdische Lebensweise angepasst, allerdings graben sie nur kurze Tunnel und verbringen im Vergleich zu anderen Mitgliedern der Familie mehr Zeit an der Erdoberfläche. Dort gehen sie auf Suche nach Nahrung, die hauptsächlich aus Wirbellosen besteht. Über die Lebensweise insgesamt liegen aber nur wenige Informationen vor. Die Gattung wurde 1883 aufgestellt. Beide Arten der Riesengoldmulle sind in ihrem Bestand gefährdet.

## Merkmale

### Habitus

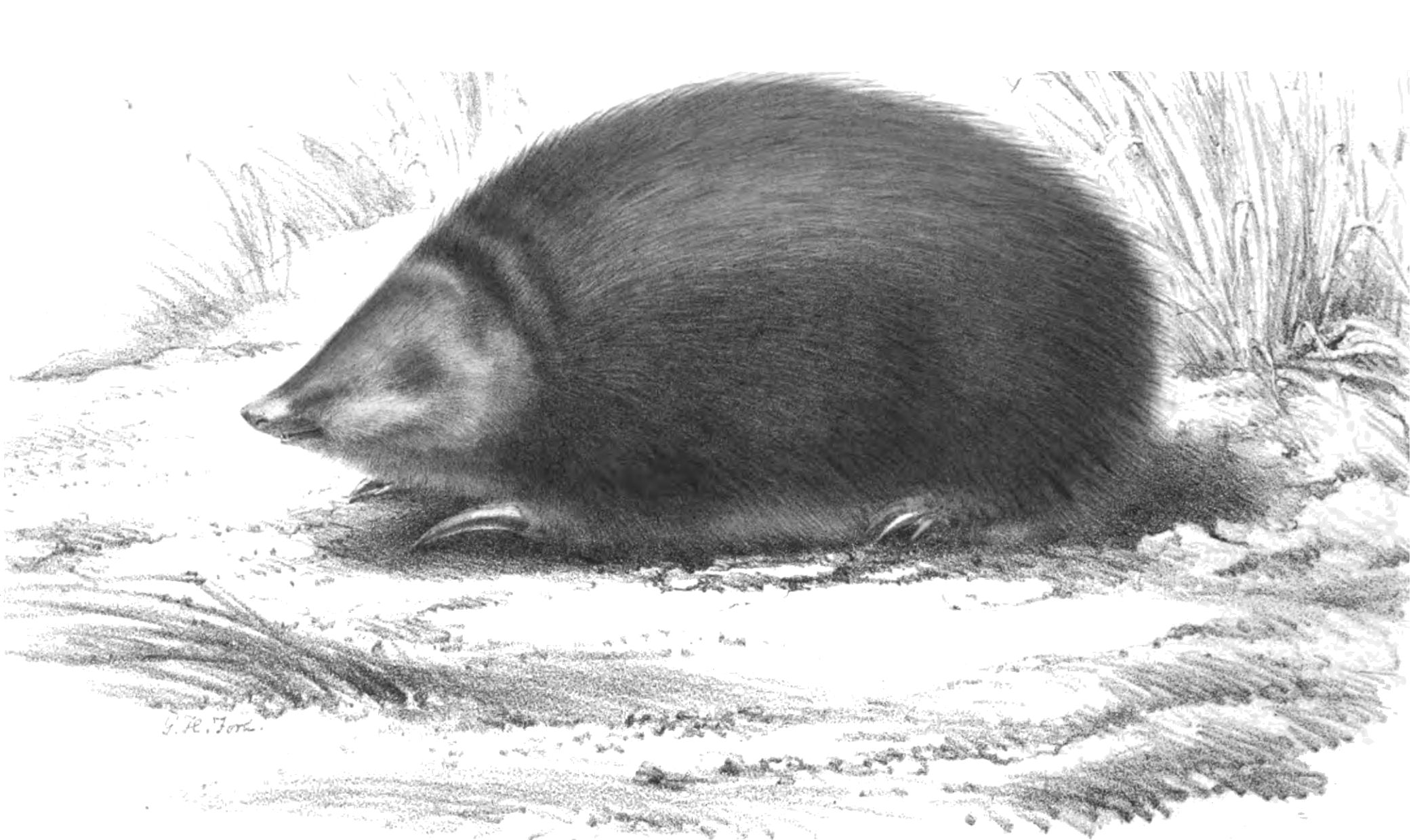
Rauhaar-Goldmull (Chrysospalax villosus)

Die Riesengoldmulle stellen die größten und schwersten Vertreter der Goldmulle dar. Sie erreichen eine Kopf-Rumpf-Länge von 12,7 bis 23,5 cm. Das Gewicht beträgt zwischen 127 und 500 g. Von den beiden bekannten Arten ist der Riesengoldmull (Chrysospalax trevelyani) die größere, der Rauhaar-Goldmull (Chrysospalax villosus) die kleinere. Sie ähneln wie alle Goldmulle im Körperbau den Maulwürfen, mit denen sie jedoch nicht verwandt sind. Wie diese zeigen sie besondere Anpassungen an eine grabende Lebensweise, was sich unter anderem in dem spindelförmigen Körper mit äußerlich nicht sichtbaren Ohren und Schwanz ausdrückt. Zudem liegen die Augen unter dem Fell verborgen und an der Nase besteht ein lederartiges Polster, das zum Graben eingesetzt wird. Charakteristisch erscheinen auch die kräftigen Gliedmaßen, die vorn in vier, hinten in fünf Strahlen enden. Besonders am Vorderfuß sind die Krallen zu großen Grabklauen umgestaltet, am längsten wird die des Mittelstrahls. Insgesamt zeigen die Krallen aber eine schlanke Gestalt. Das Fell ist rauer als das der übrigen Arten, es ist meist rötlichbraun, gelblichbraun oder dunkelbraun gefärbt.

### Schädel- und Gebissmerkmale
Entsprechend ihrer Körpergröße verfügen die Goldmulle auch über die größten Schädel innerhalb der Familie. Die größte Länge liegt zwischen 33,4 und 43,2 mm, die größte Breite, die im Bereich des Hirnschädels erreicht wird, zwischen 19,6 und 27,4 mm. Insgesamt wirkt der Schädel relativ lang und schmal mit einer größten Breite, die zwischen 60 und 65 % der größten Länge erreicht. Das Rostrum dagegen ist eher breit, die Gaumenbreite entspricht 30 bis 35 % der größten Schädellänge. Die Jochbögen sind vollständig ausgebildet. Ein auffälliges Merkmal stellen die von den hinteren Jochbögenansätzen nach oben und hinten weisenden großen Knochenplatten dar. Sie bedecken den Schädel seitlich wie eine Mütze und reichen oben bis zur Lambdanaht. Auf dem Scheitel ist als Muskelansatzstelle ein kräftiger Scheitelkamm ausgebildet. Beide Strukturen, die knöchernen Platten und der Scheitelkamm sind beim Riesengoldmull deutlicher ausgebildet als beim Rauhaar-Goldmull. Im Mittelohr ist der Kopf des Hammers stark aufgebläht. Der Malleus besitzt dadurch ein Gewicht von 146 bis 151 mg, was den größten Wert innerhalb der Goldmulle darstellt. Aufgrund dieser enormen Vergrößerung des Malleuskopfes zeigt sich an der Außenseite der Schläfengrube eine knöcherne Blase von bis zu 7 mm Durchmesser, in welcher der Hammer lagert. Das Gebiss besteht aus 40 Zähnen, die Zahnformel lautet folgendermaßen: {\displaystyle {\frac {3.1.3.3}{3.1.3.3}}}. Die Molaren zeichnen sich durch drei Höckerchen auf der Kauoberfläche (tricuspid) aus, der hinterste Mahlzahn ist deutlich kleiner als die vorderen, ähnelt diesen aber prinzipiell. An den unteren Molaren ist ein deutliches Trigonid ausgebildet (ein tiefliegender Vorsprung der Kaufläche, in den einer der Haupthöcker der oberen Molaren bei Gebissschluss greift), ein solches Trigonid kommt auch an den unteren Prämolaren vor, was die Riesengoldmulle beispielsweise von den Kapgoldmullen (Chrysochloris) unterscheidet. Der vorderste Prämolar ist sectorial gestaltet und besitzt somit nur zwei Höckerchen auf der Kauoberfläche. Die gesamte obere Zahnreihe vom Eckzahn bis zum letzten Mahlzahn misst zwischen 6,4 und 10,2 mm.

## Verbreitung
Die Riesengoldmulle kommen endemisch im südlichen und südöstlichen Afrika vor. Dabei bewohnt der Riesengoldmull einen Streifen entlang der Südküste der südafrikanischen Provinz Ostkap, der Rauhaar-Goldmull ist mit mehreren Unterarten über ein relativ großes Gebiet im östlichen Südafrika verbreitet, das sich über mehrere Provinzen erstreckt. Beide Arten sind aber nur von insgesamt sehr wenigen Lokalitäten belegt, so dass das tatsächliche Auftreten lokal deutlich beschränkt bleibt. Die Tiere bevorzugen weiche, zum Teil auch sandige Böden. Der Riesengoldmull ist überwiegend in ursprünglichen Wäldern der Küsten- und Bergländer, der Rauhaar-Goldmull in dicht bewachsenen, mittelfeuchten Graslandschaften der Hochlagen anzutreffen. Letzterer dringt im Gegensatz zu seinem größeren Verwandten auch in von Menschen überprägte Landschaften vor.

## Lebensweise
Die Lebensweise der Riesengoldmulle ist insgesamt nur wenig erforscht. Die Tiere sind überwiegend nachtaktiv und leben möglicherweise weniger deutlich einzelgängerisch als andere Vertreter der Familie. Die langen und schmalen Grabkrallen ermöglichen keine ausgiebigen Grabetätigkeiten. Die Tiere legen daher nur kurze Tunnel an, deren Eingänge oberirdisch durch ein Wegenetz verbunden sind. Sie verbringen insgesamt mehr Zeit an der Erdoberfläche als andere Angehörige der Goldmulle. Auch die Nahrung, die überwiegend aus Wirbellosen wie Regenwürmer und Insekten besteht, wird weitgehend oberirdisch gesucht. Bei der Suche nach Nahrung halten die Tiere ihren Kopf dicht am Boden und wühlen mit dem lederigen Nasenpolster im Erdreich. Möglicherweise unterstützt sie bei der Nahrungssuche der enorm vergrößerte Hammer im Mittelohr, mit dem sie seismische Schwingungen wahrnehmen können, die von den Beutetieren ausgehen. Außerdem ermöglicht der große Malleus auch eine bessere Wahrnehmung im niedrigen Frequenzbereich von wenigen hundert Hertz. Über die Fortpflanzung liegen kaum Daten vor. Möglicherweise besteht ein Wurf aus zwei Jungen, bei der bisher einzigen beobachteten Geburt eines Riesengoldmulls kam nur ein Neugeborgenes zur Welt. Die postnatale Entwicklung lief relative langsam ab.

## Systematik
Die Riesengoldmulle bilden eine Gattung innerhalb der Familie der Goldmulle (Chrysochloridae) und der Überordnung der Afrotheria. Die Familie setzt sich aus kleineren, bodengrabenden Säugetieren zusammen, deren Verbreitung endemischen auf Afrika beschränkt ist. Die meisten Arten kommen im südlichen Teil des Kontinentes vor, nur wenige sind dagegen im östlichen oder zentralen Teil anzutreffen. Als nächste Verwandte der Goldmulle gelten die ebenfalls afrikanisch verbreiteten Tenreks (Tenrecidae); beide zusammen formen die Ordnung der Afrosoricida. Molekulargenetischen Untersuchen zufolge trennten sich die Goldmulle und Tenreks im Übergang von der Oberkreide zum Paläozän vor rund 65 Millionen Jahren, während des Oligozäns vor etwa 28,5 Millionen Jahren begannen die Goldmulle sich stärker zu diversifizieren.

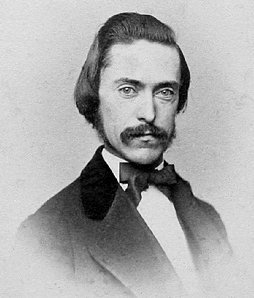
Theodore Nicholas Gill (1837–1914)

Aufgrund ihrer unterirdischen Lebensweise können die Goldmulle als Habitatspezialisten angesehen werden, das Vorkommen zahlreicher Arten ist dadurch lokal deutlich begrenzt. Es lassen sich innerhalb der Familie zwei ökologische Gruppen unterscheiden. Eine wird aus Arten mit einer Anpassung an trockene bis teils halbwüstenartige Regionen gebildet, etwa der Wüstengoldmull (Eremitalpa) oder die Kapgoldmulle (Chrysochloris). Die zweite besteht aus Bewohnern von offenen Gras- und Savannenlandschaften sowie von Wäldern, beispielsweise die Kupfergoldmulle (Amblysomus), Arends’ Goldmull (Carpitalpa), die Vertreter von Neamblysomus oder die Riesengoldmulle. Über die innere Gliederung der Familie herrscht noch keine Einigkeit. Aus anatomischer Sicht befürwortet die Gestaltung des Hammers im Mittelohr eine Aufteilung in zwei oder drei Unterfamilien: die Amblysominae mit einem normal gebauten Malleus, die Chrysochlorinae mit einem stark verlängerten Kopf des Malleus und die Eremitalpinae mit einem kugelig aufgeblähten Kopf des Malleus. Einige Wissenschaftler vereinigen die beiden letztgenannten aber auch zu einer Unterfamilie, den Chrysochlorinae. Molekulargenetische Untersuchungen aus dem Beginn der 2010er Jahre können diese auf skelettanatomische Unterschiede beruhende Untergliederung der Goldmulle nicht vollständig bestätigen. Diesen zufolge stehen die Riesengoldmulle relativ basal in einer Gruppe, die sich aus den Gattungen Calcochloris, Eremitalpa, Chrysochloris, Cryptochloris und weiteren zusammensetzt, was mit Ausnahme von Calcochloris allgemein den „Chrysochlorinae“ entspräche. Der stark aufgeblähte Kopf des Hammers befürwortet aus anatomischer Sicht eine nähere Verwandtschaft von Chrysospalax mit Eremitalpa (mit dem es dann die Eremitalpinae bildet). Nach genetischen Analysen aus dem Jahr 2023 formen die Riesengoldmulle gemeinsam mit Calcochloris eine Einheit, die sich als Unterfamilie der Chrysospalacinae zusammenfassen lässt.
Es werden zwei Arten unterschieden:
- Riesengoldmull (Chrysospalax trevelyani (Günther, 1875)); in einem kleinen Gebiet in der südafrikanischen Provinz Ostkap;
- Rauhaar-Goldmull (Chrysospalax villosus (A. Smith, 1833)); in den östlichen Landesteilen von Südafrika (hauptsächlich die Provinzen KwaZulu-Natal, Gauteng, Ostkap und Mpumalanga);

Der heute gültige Gattungsnamen Chrysospalax wurde im Jahr 1883 von Theodore Gill wissenschaftlich eingeführt. Er ordnete seiner neuen Gattung die beiden heute bekannten Vertreter zu. Zur Unterscheidung von den zu diesem Zeitpunkt bereits definierten Gattungen der Goldmulle (Chrysochloris und Amblysomus) verwies Gill auf die 40 Zähne, die im Gebiss ausgebildet sind, und auf die kräftigen Platten hinter den Jochbögen. Unabhängig von Gill kreierte Edward Drinker Cope neun Jahre später die Gattung Bematiscus, in die er ebenfalls den Riesen- und den Rauhaar-Goldmull stellte. Auch er begründete seine neue Gattung mit der Ausbildung von 40 Zähnen und, abweichend von Gill, mit dem markanten Talonid an den Unterkieferbackenzähnen. In der nachfolgenden Zeit galt der Riesengoldmull zumeist als zu Chrysospalax gehörig, während der Rauhaar-Goldmull von der überwiegenden Anzahl der Forscher in Bematiscus eingegliedert wurde. Zwischen beiden Gattungen bestehen aber keine definierenden Unterschiede, so dass seit den 1950er Jahren Bematiscus als synonym zu Chrysospalax angesehen wird. Die Unterscheidung der beiden Arten erfolgt in der Regel über die Größe, über morphologische Merkmale, etwa die Fellfärbung und über die unterschiedlichen Habitatpräferenzen.

## Stammesgeschichte
Fossilreste von Goldmullen sind sehr selten überliefert. Aus der bedeutenden südafrikanischen Höhlenfundstelle Swartkrans bei Johannesburg liegen mehrere Unterkieferfragmente vor. Die Funde, die aus verschiedenen Schichten stammen, besitzen ein Alter von 1,5 bis 2,8 Millionen Jahren und gehören damit ins Altpleistozän. Aufgrund der Größe der Unterkiefer und der heutigen Verbreitung werden sie in der Regel mit dem Rauhaar-Goldmull in Verbindung gebracht. Weitere Funde sind aus der nahe gelegenen Fundstelle Kromdraai bekannt, die ein ähnliches Alter aufweisen. Aus der Wonderwerk-Höhle südlich von Kuruman in der südafrikanischen Provinz Nordkap wurde ebenfalls von Resten von Riesengoldmullen berichtet, ohne diese einer bestimmten Art zuzuweisen. Die Ablagerungen können aber momentan nur allgemein ins Pleistozän datiert werden, zudem liegt die Fundstelle weitab des heutigen Verbreitungsgebietes der Gattung.

## Bedrohung und Schutz
Der Bestand des Riesengoldmulles wird von der IUCN aufgrund von Wald- und damit Habitatzerstörung infolge der Ausdehnung menschlicher Siedlungen und der touristischen Erschließung der Region als „stark gefährdet“ (endangered) eingestuft. Die Art toleriert auch keine mäßigen anthropogenen Beeinflussungen der Landschaften. Die einzelnen Populationen des Rauhaar-Goldmulls leiden ebenfalls unter der Vernichtung des Lebensraumes. Ursächlich verantwortlich sind hier extensiver Bergbau sowie Land- und Weidewirtschaft. Die IUCN führt die Art in der Kategorie „gefährdet“ (vulnerable), sie ist extrem selten. Sowohl der Riesen- als auch der Rauhaar-Goldmull sind in Naturschutzgebieten präsent.